# دیره (استان بویره)
دیره (به عربی: دیرة) یک شهرداری در الجزایر است که در استان بویره واقع شده‌است. دیره ۱۳٬۲۰۹ نفر جمعیت دارد.